# Elecciones municipales de 2015 en La Palma
El 24 de mayo de 2015 se celebraron elecciones municipales en los 14 municipios de la isla canaria de La Palma. Ese día también se celebraron elecciones al Cabildo de La Palma y al Parlamento de Canarias.
| ← Elecciones municipales de 2015 en La Palma → | ← Elecciones municipales de 2015 en La Palma → | ← Elecciones municipales de 2015 en La Palma → | ← Elecciones municipales de 2015 en La Palma → | ← Elecciones municipales de 2015 en La Palma → | ← Elecciones municipales de 2015 en La Palma → |
| Municipio                                      | Municipio                                      | Partido                                        | Votos                                          | %                                              | Concejales                                     |
| ---------------------------------------------- | ---------------------------------------------- | ---------------------------------------------- | ---------------------------------------------- | ---------------------------------------------- | ---------------------------------------------- |
|                                                | Barlovento 11 concejales                       | PP                                             | 609                                            | 48,76                                          | 6                                              |
| PSOE                                           | Barlovento 11 concejales                       | 365                                            | 29,22                                          | 3                                              |                                                |
| CCa-PNC                                        | Barlovento 11 concejales                       | 255                                            | 20,42                                          | 2                                              |                                                |
|                                                | Breña Alta 13 concejales                       | CCa-PNC                                        | 1.599                                          | 41,18                                          | 6                                              |
| PSOE                                           | Breña Alta 13 concejales                       | 1.413                                          | 36,39                                          | 5                                              |                                                |
| PP                                             | Breña Alta 13 concejales                       | 634                                            | 16,33                                          | 2                                              |                                                |
| NC-FA                                          | Breña Alta 13 concejales                       | 176                                            | 4,53                                           | 0                                              |                                                |
|                                                | Breña Baja 13 concejales                       | PP                                             | 1.544                                          | 56,47                                          | 8                                              |
| CCa-PNC                                        | Breña Baja 13 concejales                       | 603                                            | 22,06                                          | 3                                              |                                                |
| PSOE                                           | Breña Baja 13 concejales                       | 499                                            | 18,25                                          | 2                                              |                                                |
|                                                | Fuencaliente 9 concejales                      | CCa-PNC                                        | 457                                            | 40,30                                          | 4                                              |
| UPF                                            | Fuencaliente 9 concejales                      | 298                                            | 26,28                                          | 3                                              |                                                |
| PSOE                                           | Fuencaliente 9 concejales                      | 150                                            | 13,23                                          | 1                                              |                                                |
| SSP                                            | Fuencaliente 9 concejales                      | 144                                            | 12,70                                          | 1                                              |                                                |
| PP                                             | Fuencaliente 9 concejales                      | 79                                             | 6,97                                           | 0                                              |                                                |
|                                                | Garafía 9 concejales                           | PSOE                                           | 320                                            | 39,70                                          | 4                                              |
| CCa-PNC                                        | Garafía 9 concejales                           | 211                                            | 26,18                                          | 3                                              |                                                |
| NC-FA                                          | Garafía 9 concejales                           | 203                                            | 25,19                                          | 2                                              |                                                |
| PP                                             | Garafía 9 concejales                           | 61                                             | 7,57                                           | 0                                              |                                                |
|                                                | Los Llanos de Aridane 21 concejales            | PP                                             | 3.940                                          | 42,01                                          | 10                                             |
| CCa-PNC                                        | Los Llanos de Aridane 21 concejales            | 2.900                                          | 30,92                                          | 7                                              |                                                |
| PSOE                                           | Los Llanos de Aridane 21 concejales            | 1,107                                          | 11,80                                          | 2                                              |                                                |
| IUC-LV-UP-ALTER                                | Los Llanos de Aridane 21 concejales            | 783                                            | 8,35                                           | 2                                              |                                                |
| UPyD                                           | Los Llanos de Aridane 21 concejales            | 309                                            | 3,29                                           | 0                                              |                                                |
| NC-FA                                          | Los Llanos de Aridane 21 concejales            | 202                                            | 2,15                                           | 0                                              |                                                |
|                                                | El Paso 13 concejales                          | CCa-PNC                                        | 1.604                                          | 44,01                                          | 6                                              |
| PP                                             | El Paso 13 concejales                          | 1.013                                          | 27,79                                          | 4                                              |                                                |
| PSOE                                           | El Paso 13 concejales                          | 921                                            | 25,27                                          | 3                                              |                                                |
|                                                | Puntagorda 11 concejales                       | PSOE                                           | 767                                            | 84,38                                          | 10                                             |
| PP                                             | Puntagorda 11 concejales                       | 120                                            | 13,20                                          | 1                                              |                                                |
|                                                | Puntallana 11 concejales                       | PSOE                                           | 749                                            | 49,11                                          | 6                                              |
| CCa-PNC                                        | Puntallana 11 concejales                       | 604                                            | 39,61                                          | 4                                              |                                                |
| PP                                             | Puntallana 11 concejales                       | 162                                            | 10,62                                          | 1                                              |                                                |
|                                                | San Andrés y Sauces 11 concejales              | PSOE                                           | 1.625                                          | 63,83                                          | 8                                              |
| CCa-PNC                                        | San Andrés y Sauces 11 concejales              | 516                                            | 20,27                                          | 2                                              |                                                |
| PP                                             | San Andrés y Sauces 11 concejales              | 375                                            | 14,73                                          | 1                                              |                                                |
|                                                | Santa Cruz de La Palma 17 concejales           | PSOE                                           | 2.443                                          | 31,28                                          | 6                                              |
| PP                                             | Santa Cruz de La Palma 17 concejales           | 1.821                                          | 23,32                                          | 5                                              |                                                |
| CCa-PNC                                        | Santa Cruz de La Palma 17 concejales           | 1.372                                          | 17,57                                          | 3                                              |                                                |
| C's                                            | Santa Cruz de La Palma 17 concejales           | 634                                            | 8,12                                           | 1                                              |                                                |
| IUC-LV-UP-ALTER                                | Santa Cruz de La Palma 17 concejales           | 616                                            | 7,89                                           | 1                                              |                                                |
| NC-FA                                          | Santa Cruz de La Palma 17 concejales           | 596                                            | 7,63                                           | 1                                              |                                                |
| UPyD                                           | Santa Cruz de La Palma 17 concejales           | 219                                            | 2,80                                           | 0                                              |                                                |
|                                                | Tazacorte 11 concejales                        | UB                                             | 1.314                                          | 47,32                                          | 6                                              |
| PSOE                                           | Tazacorte 11 concejales                        | 825                                            | 29,71                                          | 3                                              |                                                |
| PP                                             | Tazacorte 11 concejales                        | 407                                            | 14,66                                          | 1                                              |                                                |
| IUC-LV-UP-ALTER                                | Tazacorte 11 concejales                        | 213                                            | 7,67                                           | 1                                              |                                                |
|                                                | Tijarafe 11 concejales                         | CCa-PNC                                        | 623                                            | 45,05                                          | 5                                              |
| PSOE                                           | Tijarafe 11 concejales                         | 377                                            | 27,26                                          | 3                                              |                                                |
| PP                                             | Tijarafe 11 concejales                         | 367                                            | 26,54                                          | 3                                              |                                                |
|                                                | Villa de Mazo 11 concejales                    | CCa-PNC                                        | 1.606                                          | 59,39                                          | 7                                              |
| PSOE                                           | Villa de Mazo 11 concejales                    | 700                                            | 25,89                                          | 3                                              |                                                |
| PP                                             | Villa de Mazo 11 concejales                    | 349                                            | 12,91                                          | 1                                              |                                                |